# Лівадійський договір
Лівадійський договір (1879) — нератифікований договір про статус території Ілійського краю, що входив до Цинського Китаю, але в результаті антикитайського уйгуро-дунганського повстання стало незалежним султанатом і було захоплено Росією  . До підписання договору Лівадії від 1879 р. посол уряду Цін Ча Хоу підписали договір. Російсько-китайський кордон обмежено річкою Хоргос, горами Ак-Бурташ та Ак-Бурташем.
Уточнено лінії кордону біля витоку річки Іртиш між Кашгаром і колишнім Кокандським ханством (територія сучасного Киргизстану ), Росія крім Кульджі та Чугучака отримала право на відкриття консульств у місті Кашгар, Урга, Цзя Юй- гуань (Сучжоу ), Турпан, Урумчі та Гучані. Крім того, уряд Цин погодився виплатити Росії 5 млн. рублів за понесені витрати. Протягом двох місяців після ухвалення рішення було створено спеціальну комісію, яка мала повністю передати територію Китаю. Однак імператор Цин не задовольнився Лівадійським договором і було надано наказ про страту Ча Хоа.

## Умови договору
Умови були прописані на 18 сторінках та складалися з двох частин .

### Угоди про кордон
1. Росія повертала Китаю території Ілійського краю, залишаючи за собою Ілійську долину і річку Текес під гарантією того, що Росія матиме постійний доступ до південної частини Синцзяня.
2. Росія повертала все майно, яке могло постраждати в рамках захоплення цієї території та порушення прав власності.
3. Усі дунганські повстанці отримували право стати жителями Росії без будь-яких наслідків та переслідувань.
4. Росія отримувала права на відкриття консульств у Кашгар, Урга, Цзя Юй-гуань (Сучжоу), Кобд, Улісутай, Хамі (Комул), Турпан, Урумчі та Гучані, а також у Монголії.
5. Росія отримувала право безмитної торгівлі на цих територіях та на територіях Монголії.
6. Російські торговці отримували доступ до торгових маршрутів до Пекіна і Ханку по річці Янцзи .
7. Китай сплачував Росії 5 млн рублів у рамках компенсації видатків, понесених у рамках зайняття територій.

### Комерційна частина
Комерційна частина передбачала безмежний безпрецедентний доступ російських торговців на китайський ринок. Було спрощено перетин кордону, ослаблені вимоги щодо документів для торговців, спрощено сертифікацію продукції та сплату мит. У первісному тексті також передбачався доступ російського капіталу Маньчжурію, але в результаті ці статті були виключені .
Договір був підписаний 2 жовтня 1879, але так і не був ратифікований. Замість нього пізніше було підписано Договір про Ілійський край, який ґрунтувався на Лівадійському договорі та закріпив умови передачі територій.